# Liste der Bodendenkmäler in Anger (Berchtesgadener Land)

Wappen von Anger

Auf dieser Seite sind die Bodendenkmäler in der oberbayerischen Gemeinde Anger zusammengestellt. Diese Tabelle ist eine Teilliste der Liste der Bodendenkmäler in Bayern. Grundlage ist die Bayerische Denkmalliste, die auf Basis des Bayerischen Denkmalschutzgesetzes vom 1. Oktober 1973 erstmals erstellt wurde und seither durch das Bayerische Landesamt für Denkmalpflege geführt wird. Die folgenden Angaben ersetzen nicht die rechtsverbindliche Auskunft der Denkmalschutzbehörde.

## Bodendenkmäler der Gemeinde Anger

### Bodendenkmäler in der Gemarkung Anger
| Lage                                            | Objekt | Akten-Nr.     | Bild |
| ----------------------------------------------- | --- | ------------- | ---- |
| Anger Salzstraße/Vachenlueger Straße (Standort) | Grabhügel mit Bestattungen der Hallstattzeit. | D-1-8143-0041 |      |
| Anger Höglwörth (Standort)                      | Stiftskirche St. Peter und Paul und Kloster Höglwörth Untertägige mittelalterliche und frühneuzeitliche Befunde im Bereich des ehemaligen Augustiner-Chorherrenstiftes Höglwörth und der ehemalige Stifts- und Katholischen Filialkirche St. Petrus und Paulus und ihrer Vorgängerbauten. | D-1-8143-0201 |      |
| Anger Bei Mariä Himmelfahrt (Standort)          | Pfarrkirche Mariä Himmelfahrt Untertägige mittelalterliche und frühneuzeitliche Befunde im Bereich der Katholischen Pfarrkirche Mariä Himmelfahrt in Anger und ihrer Vorgängerbauten. | D-1-8143-0205 |      |
| Anger Südlicher Teil Dorfplatz (Standort)       | Abschnittsbefestigung des frühen Mittelalters. | D-1-8143-0206 |      |
| Anger Holzhauser Straße/Stoißberg (Standort)    | Villa rustica der römischen Kaiserzeit. | D-1-8143-0208 |      |

### Bodendenkmäler in der Gemarkung Aufham
| Lage                                                     | Objekt | Akten-Nr.     | Bild |
| -------------------------------------------------------- | --- | ------------- | ---- |
| Aufham Im Bereich A 8 (Standort)                         | Villa rustica der römischen Kaiserzeit und Reihengräberfeld des frühen Mittelalters.                                            | D-1-8243-0008 |      |
| Aufham Autobahnunterführung Jechlinger Straße (Standort) | Körpergräber des frühen Mittelalters.                                                                                           | D-1-8243-0009 |      |
| Aufham Bei St. Jakobus major (Standort)                  | Untertägige mittelalterliche und frühneuzeitliche Befunde im Bereich der Katholischen Filialkirche St. Jakobus major in Aufham. | D-1-8243-0153 |      |

### Bodendenkmäler in der Gemarkung Högl
| Lage                                 | Objekt | Akten-Nr.     | Bild |
| ------------------------------------ | --- | ------------- | ---- |
| Högl Vachenlueger Straße (Standort)  | Brandgräber der römischen Kaiserzeit.                                                                                      | D-1-8143-0033 |      |
| Högl Bei St. Georg (Standort)        | Untertägige mittelalterliche und frühneuzeitliche Befunde im Bereich der Katholischen Filialkirche St. Georg in Steinhögl. | D-1-8143-0043 |      |
| Högl Östlich Kleinöd (Standort)      | Abschnittsbefestigung vorgeschichtlicher Zeitstellung.                                                                     | D-1-8143-0045 |      |
| Högl Steinhögl (Standort)            | Siedlung der römischen Kaiserzeit.                                                                                         | D-1-8143-0047 |      |
| Högl Steinhögl (Standort)            | Körpergräber des frühen Mittelalters.                                                                                      | D-1-8143-0157 |      |
| Högl Burgstall Vachenlueg (Standort) | Burgstall des späten Mittelalters und der frühen Neuzeit (Burg Vachenlueg).                                                | D-1-8143-0209 |      |

### Bodendenkmäler in der Gemarkung Staufenecker Forst
| Lage                                          | Objekt                                              | Akten-Nr.     | Bild |
| --------------------------------------------- | --------------------------------------------------- | ------------- | ---- |
| Staufenecker Forst Bei Stoißer Alm (Standort) | Siedlung vor- und frühgeschichtlicher Zeitstellung. | D-1-8142-0165 |      |